# Exeter (Nebraska)
Exeter jest wsią w hrabstwie Fillmore, w stanie Nebraska, w Stanach Zjednoczonych. Według spisu powszechnego z 2000 roku populacja wynosiła 712 osób.

## Geografia
Wieś ma powierzchnię 0,6 mili kwadratowej (1,7 km²), którą w całości stanowią grunty.
Exeter jest położona w południowo-wschodniej części stanu.

## Historia
Nazwa miejscowości pochodzi od miasta Exeter w stanie New Hampshire.

## Demografia
Według spisu powszechnego z 2000 roku, 712 mieszkańców mieszkało w 276 gospodarstwach domowych, co stanowiło 171 rodzin. Średnia gęstość zaludnienia wynosiła 1 119,0 osób na milę kwadratową (429,5 os./km²). W miejscowości był‚o 297 mieszkań, co przekłada się na średnia 466,8 mieszkań na milę kwadratową (179,2 mieszk./km²). Pod względem zróżnicowania rasowego, wieś zamieszkiwało 98,17% białych, 0,28% rdzennych Amerykanów, 0,14% Azjatów, 0,56% Latynosów oraz 1,40% osób deklarujących przynależność do dwóch lub więcej ras.
There were 276 households out of which 28.6% had children under the age of 18 living with them, 54.3% were married couples living together, 4.7% had a female householder with no husband present, and 37.7% were non-families. 34.1% of all households were made up of individuals and 18.5% had someone living alone who was 65 years of age or older. The average household size was 2.42 and the average family size was 3.15.
Rozkład struktury demograficznej populacji w roku 2000:
- 27,0% osoby poniżej 18 roku życia
- 3,8% osoby między 18 a 24 rokiem życia
- 26,3% osoby między 25 a 44 rokiem życia
- 20,4% osoby między 45 a 64 rokiem życia
- 22,6% osoby mające 65 lat lub starsze

Średnia wieku wynosiła 40 lat
Na 100 kobiet przypadało 96,1 mężczyzn, natomiast w populacji powyżej 18 roku życia, wskaźnik ten wynosił 87,1.
Średni dochód gospodarstwa domowego wynosił 34 286 dolarów, a średni dochód na rodzinę wynosił 45 234 dolary. Mediana dochodu dla mężczyzn wynosiła 30 547, a dla mediana dla kobiet wynosiła 17 019 dolarów. Dochód per capita wyniósł‚ 16 428 dolarów. Około 4,3% rodzin (9,1% populacji) żyło poniżej granicy ubóstwa, z czego 13,7% było poniżej 18 roku życia, a 15,1% miało 65 lat lub więcej.